# Havelland-Radweg
Der Havelland-Radweg führt vom Rande der Hauptstadt Berlin (Spandau) über Paaren im Glien, Nauen und Ribbeck durch das Havelländische Luch nach Rathenow und von dort weiter bis an die Landesgrenze zu Sachsen-Anhalt. Von der Landesgrenze ist es nicht weit bis zum Altmarkrundkurs und zum Elberadweg.
Der Radweg ist ca. 98 km lang, meist asphaltiert und wegen nur geringer Anstiege auch für Anfänger zu empfehlen. Er führt durch schöne Wälder und alte Dörfer.
Von Rathenow, Paulinenaue oder Nauen kann man auch die Bahn für den Heimweg nutzen.

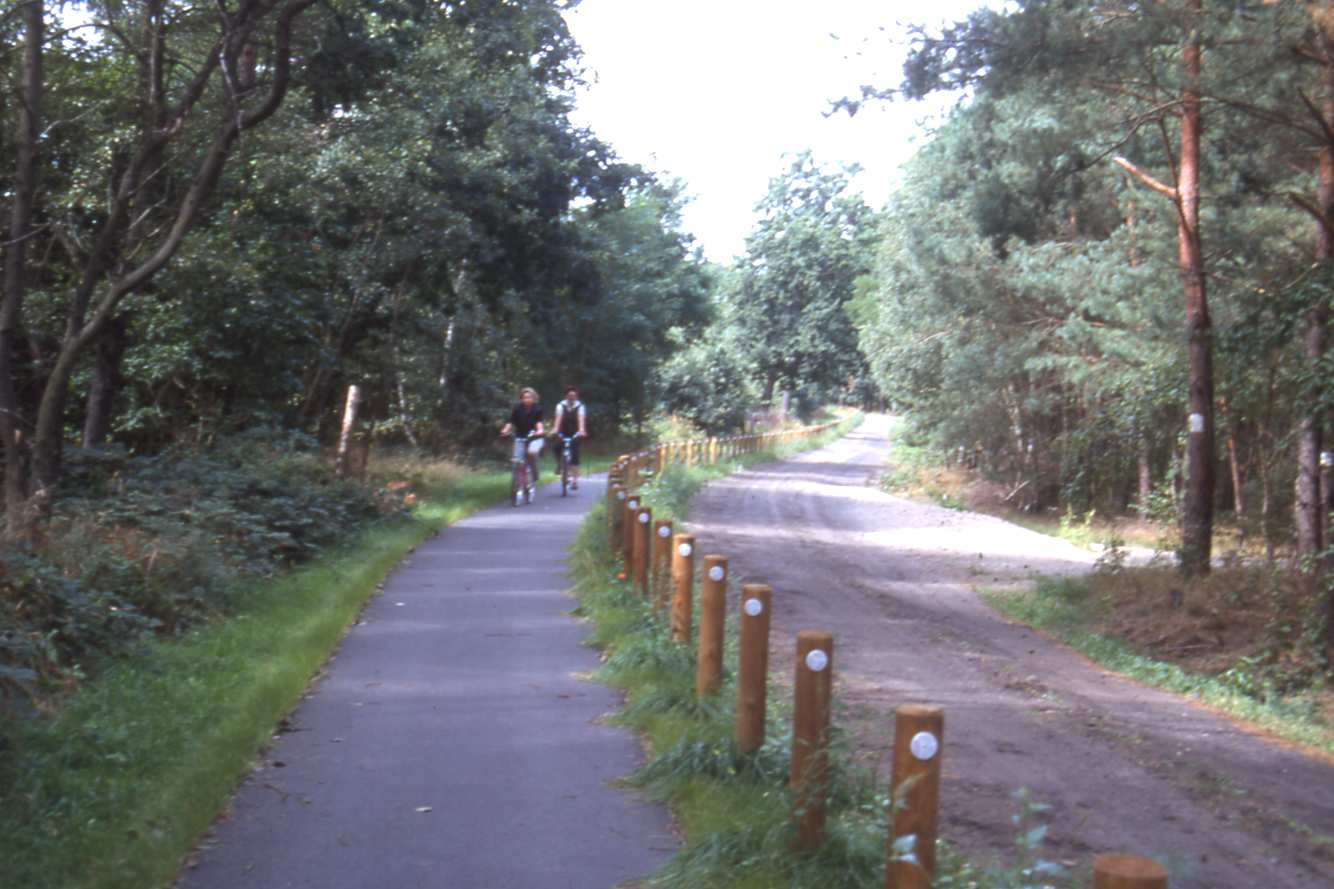
Havelland-Radweg bei Paaren im Glien
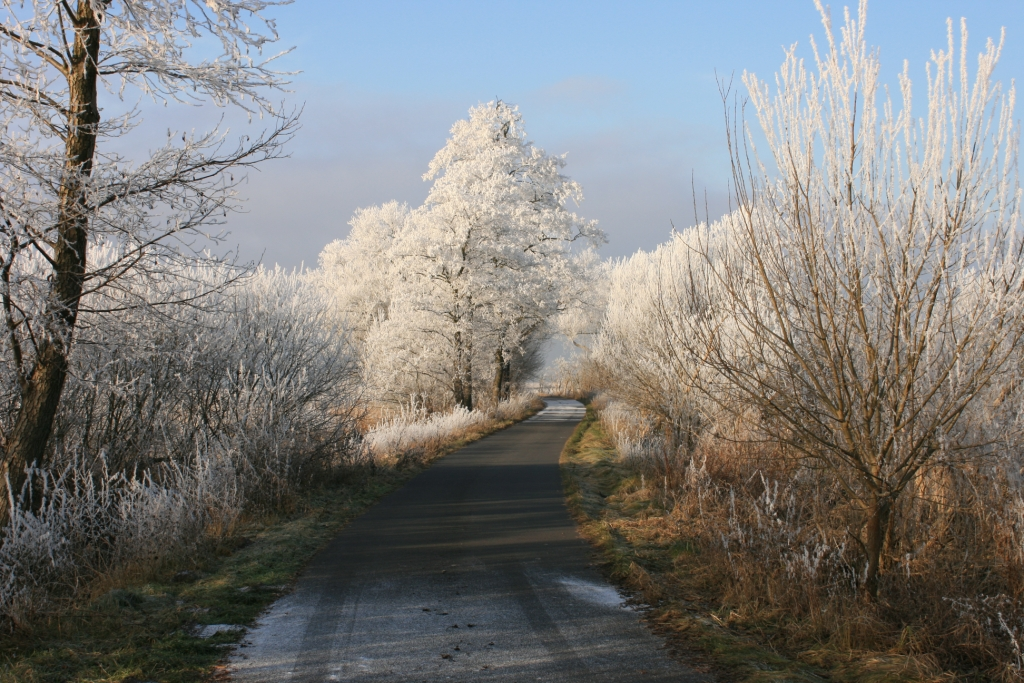
Havelland-Radweg zwischen Pessin und Senzke im Winter